# ビーゴ郡 (インディアナ州)
ビーゴ郡（英: Vigo County、[ˈviːɡoʊ] ）は、アメリカ合衆国インディアナ州の西部に位置する郡である。人口は10万6153人（2020年）。郡庁所在地はテレホートであり、同郡で人口最大の都市である。
ビーゴ郡はテレホート都市圏に属している。
郡内には法人化された都市と町が4つあり、その人口は64,000人余になる。他に幾つか未編入の町がある。12の郡区に分けられ、住民に地方レベルのサービスを行っている。

## 歴史
まずサリバン郡が1817年に設立され、後にビーゴ郡となった地域も1918年まで含まれていた。1918年にビーゴ郡がインディアナ州議会の法により設立され、2月1日に有効となった。その境界は何度も変更された。1821年、郡の一部からパーク郡が作られ、同じ年の後半にはパットナム郡が作られて領域が小さくなった。最終の変更は1873年のことであり、現在の領域が確定した。郡名はフランシス・ビーゴ大佐に因んで名付けられた。ビーゴはイタリア系の者だったが、セントルイス市に住んだためにスペインの市民になっていた。ジョージ・ロジャース・クラークが探検とアメリカ独立戦争に関わったときに財政的支援を行い、またイギリス軍がフロンティアで作戦展開したときにクラークに軍事的な情報を与えるエージェントとして働いたことで、大きな支援になったとされている。

## 地理
アメリカ合衆国国勢調査局に拠れば、郡域全面積は410.45平方マイル (1,063.1 km2)であり、このうち陸地403.31平方マイル (1,044.6 km2)、水域は7.14平方マイル (18.5 km2)で水域率は1.74％である。

ビーゴ郡図

ビーゴ郡の北ではウォバッシュ川がバーミリオン郡とパーク郡の郡境になっている。ウォバッシュ川が郡内に入ると、南南西に向かい西側郡境に当たってそれから南は郡境かつイリノイ州との州境になっている。その南ではサリバン郡の西側郡境かつ州境になる。このためにウォバッシュ川の右岸では、ビーゴ郡が州内で一番南にあることになる。ビーゴ郡の東にはクレイ郡がある。州境を越えて北側にはイリノイ州エドガー郡、南側にはクラーク郡がある。

### 交通

#### 主要高規格道路
- 州間高速道路70号線はテレホート市の南部を東西に抜け、インディアナポリスとミズーリ州セントルイス市を繋いでいる[6]
- アメリカ国道40号線は州間高速道路70号線とほぼ並行しており、テレホート市中心部を通る[7]
- アメリカ国道41号線はシカゴ市から来て北に向かっており、上記2つの道路と交差する[8]
- アメリカ国道150号線はイリノイ州パリスから郡内に入り、北西に向かって、テレホート市中心街でアメリカ国道41号線に合流する。その後は南のビンセンズに向かう[9]
- インディアナ州道42号線
- インディアナ州道46号線
- インディアナ州道63号線
- インディアナ州道159号線
- インディアナ州道246号線
- インディアナ州道340号線
- インディアナ州道641号線（建設中、現行ルートはアメリカ国道41号線からマクダニエル道路まで）
- インディアナ州道342号線

#### 鉄道
CSXトランスポーテーションの幾つかの路線がテレホート市で合流している。1つは北から、1つはインディアナポリス地域から、もう1つはビンセンズからである。さらに2つがイリノイ州から入ってくる。インディアナ鉄道の路線もあり、テレホート市から南東にベドフォードに向かっている。

#### 空港
下記の空港が郡内にある。いずれもテレホート市内である。
- テレホート国際空港 (HUF)
- スカイキング空港 (3I3)

### 隣接する郡
- バーミリオン郡 - 北
- パーク郡 - 北東
- クレイ郡 - 東
- サリバン郡 - 南
- クラーク郡 (イリノイ州) - 南西
- エドガー郡 (イリノイ州) - 北西

## 気候と気象
近年、郡庁所在地であるテレホート市の平均気温は1月の18°F (-8 ℃) から7月の87°F (31 ℃) まで変化している。過去最低気温は1977年1月に記録された-24°F (-31 ℃) であり、過去最高気温は1954年9月に記録された104°F (40 ℃) である。月間降水量は1月の2.13インチ (54 mm) から5月の4.46インチ (113 mm) まで変化している。

## 郡政府
郡政府は憲法による政体であり、インディアナ州憲法とインディアナ州法典によって特別の権力を認められている。

### 郡政委員会
郡政委員会は郡政府の立法府であり、郡の歳出や歳入を管理している。委員は郡内の選挙区から選出され、任期は4年間である。給与、年間予算、特別支出を設定する責任がある。郡レベルで所得税や資産税、消費税、サービス税を課する限定付き権限があるが、所得税と資産税は州の承認を要する。

### 行政委員会
行政委員会は郡政府の行政府である。委員は郡全体を選挙区に選出され、任期は4年間で2年毎に半数が改選される。委員の一人、通常は最も経験のある者が議長になる。行政委員会は郡政委員会が決めた法を実行し、税金を集め、郡政府の日々の機能を管理する責任がある。

### 郡裁判所
郡は幾らかの民事訴訟を扱うことのできる小規模裁判所を維持している。判事は4年間任期で選出され、インディアナ州法廷弁護士協会の会員でなければならない。判事を補助するのがコンスタブルと呼ばれる法執行官であり、やはり4年間任期で選出される。特定の事件における判決に対しては、州レベルの巡回裁判所に控訴できる。

### 郡政府役人
上記以外に、保安官、検視官、監査官、財務官、登記官、測量士および巡回裁判所事務官が選挙で選ばれている。任期は4年間であり、郡政府の異なる部門を監督している。郡政府に選ばれる役人は支持政党を公にすることが求めら、また郡の住人でなければならない。

## 政治
大統領選挙ではビーゴ郡が勝者を占う郡の1つになっている。1956年以降の大統領選挙は全て当選者の方を選んできており、1888年以降2度の選挙を除いて当選者を選んだ。これは2008年にも継続し、イリノイ州選出のアメリカ合衆国上院議員バラク・オバマを16ポイントの支持率差で選んだ。
ビーゴ郡はアメリカ合衆国下院議員インディアナ州第8選挙区に属し、2012年時点では共和党議員を選出している。

## 人口動態
以下は2000年国勢調査による人口統計データである。
| 基礎データ - 人口: 105,848人 - 世帯数: 40,998 世帯 - 家族数: 26,074 家族 - 人口密度: 101人/km2（262人/mi2） - 住居数: 45,203軒 - 住居密度: 43軒/km2（112軒/mi2） 人種別人口構成 - 白人: 90.66% - アフリカン・アメリカン: 6.04% - ネイティブ・アメリカン: 0.27% - アジア人: 1.22% - 太平洋諸島系: 0.04% - その他の人種: 0.39% - 混血: 1.38% - ヒスパニック・ラテン系: 1.20% 先祖による構成 - ドイツ系：21.6％ - アメリカ人：21.0％ - イギリス系：11.1％ - アイルランド系：9.8％ | 年齢別人口構成 - 18歳未満: 22.9% - 18-24歳: 14.3% - 25-44歳: 27.3% - 45-64歳: 21.3% - 65歳以上: 14.2% - 年齢の中央値: 35歳 - 性比（女性100人あたり男性の人口） - 総人口: 96.6 - 18歳以上: 93.8 世帯と家族（対世帯数） - 18歳未満の子供がいる: 29.6% - 結婚・同居している夫婦: 48.0% - 未婚・離婚・死別女性が世帯主: 11.7% - 非家族世帯: 36.4% - 単身世帯: 30.0% - 65歳以上の老人1人暮らし: 11.9% - 平均構成人数 - 世帯: 2.38人 - 家族: 2.96人 収入と家計 - 収入の中央値 - 世帯: 33,184米ドル - 家族: 42,957米ドル - 性別 - 男性: 32,854米ドル - 女性: 22,381米ドル - 人口1人あたり収入: 17,620米ドル - 貧困線以下 - 対人口: 14.1% - 対家族数: 10.3% - 18歳未満: 17.6% - 65歳以上: 9.5% |

## 郡区
ビーゴ郡が設立された後の1819年、4つの郡区に分割された。すなわち、ハニー、ウォバッシュ、ハリソン、インディペンデンス各郡区だった。その年後半にプレーリークリーク郡区が作られた。その後さらに多くの郡区が作られ、その境界が何度も変更された。オッター、ラクーン、シュガークリーク各郡区は1820年に作られ、インディペンデンス郡区はパリス郡区に改名された。1821年にラクーンとウォバッシュ各郡区からパーク郡が作られ分離した。1822年にネビンスとライリー各郡区が作られた。1824年、パリス郡区が再度ファイエット郡区に改名された。1829年、ピアソン郡区が作られ、1831年にはロストクリーク郡区、1841年にリントン郡区、最後に1857年にプレーリートン郡区が作られて、総数は12になった。

## 都市と町
郡内には法人化された都市と町が4つある。郡庁所在地テレホート市は人口が6万人を越え、ハリソン郡区全てとその他幾つかの周辺郡区まで市域が広がっている。ウェストテレホートは名前通りテレホート市の西にあり、アメリカ国道40号線に沿っている。人口は約2,300人である。シーリービルはテレホート市の東にあり、やはりアメリカ国道40号線に沿っている。人口は約1,400人である。最も小さなライリーの町はテレホート市の南東にあり、人口は160人である。

### 未編入の町
| - アレンデール - バーネット - ルイス - リバティビル | - ニューゴーシェン - サンドカット - ピメント | - プレーリートン - セントメアリーズ - サンドフォード |

## 教育
郡内の公立学校はビーゴ郡学校法人に属している。2009年から2010年の教育年度では、児童・生徒数16,014人だった。